# Dracophyllum balansae
Dracophyllum balansae är en ljungväxtart som beskrevs av Virot. Dracophyllum balansae ingår i släktet Dracophyllum och familjen ljungväxter. Inga underarter finns listade i Catalogue of Life.